# Luciano Ísola
Luciano Ísola, vollständiger Name Luciano Ísola Bocchiardo, (* 19. Dezember 1993 in Durazno) ist ein uruguayischer Fußballspieler.

## Karriere
Mittelfeldakteur Ísola spielte 2008 und erneut von 2009 bis 2011 für Durazno. Ebenfalls 2008 war er für Nacional de Durazno aktiv. Von 2011 bis 2016 stand er in Reihen der Nachwuchsmannschaft (Formativas) von Nacional Montevideo. Bei den „Bolsos“ wurde er am 5. März 2015 im Freundschaftsspiel gegen Flamengo Rio de Janeiro in der Ersten Mannschaft eingesetzt. Mitte Juli 2016 wechselte er zu Juventud. Bei dem in Las Piedras beheimateten Klub debütierte er am 17. September 2016 in der Primera División, als er von Trainer Jorge Giordano am 4. Spieltag der Spielzeit 2016 beim 1:1-Unentschieden gegen den Club Atlético Cerro in der 89. Spielminute für Mateo Carro eingewechselt wurde. Während der Saison 2016 kam er fünfmal (kein Tor) in der Liga zum Einsatz. Im Februar 2017 wurde er an Villa Teresa ausgeliehen und bestritt in der Folgezeit 14 Zweitligapartien (drei Tore) für den Klub. Ende Juli 2017 wechselte er abermals auf Leihbasis zu den Rampla Juniors.